# 園田兵助
園田 兵助（そのだ ひょうすけ または そのだ へいすけ、1864年4月1日 - 1935年）は日本の獣医師。鹿児島県で黒豚（現在のかごしま黒豚）生産の土台を作ったことで「黒豚の父」と呼ばれる。

## 生涯
1864年4月1日、薩摩国川辺郡鹿籠郷（現・鹿児島県枕崎市）で馬の管理や調教を行う藩馬役・園田仲兵衛（そのだ ちゅうべえ）の長男として生まれ、父の見習いをしながら育つ。
1895年、獣医師の免許を受け、生家の一角で獣医を開業する。懇切丁寧な治療で近郊農民に親しまれる一方で、自らの不注意から馬を怪我させた飼い主を怒鳴りつけることもあった。
獣医の傍ら、ホルスタイン種の牛を十数頭を購入し、牛乳の販売を始める。
明治中期の枕崎近郊は耕地が狭く、毎年のように台風に襲われて被害を受けるため農民と沿岸漁業を営む漁民の生活は苦しかった。園田は枕崎に適した産業を考え、台風の影響を受けにくい作物であるサツマイモと魚類を飼料にした養豚に思い至る。農家を回っては養豚を薦め、明治40年代の枕崎では数百頭の豚が飼育されるようになっていた。この時に園田が薦めた豚は元から棲みついていた豚ではなく、イギリスから輸入したバークシャー種であった。これは養豚を新たな産業とする場合に、最高の豚でないと価値が無いと考えたためである。当時からバークシャー種の肉質の評価は高かったが、さらなる品質をもとめて、積極的に品種改良を進めた。
同時に、豚肉の需要を増やし販売経路を確立するために養豚組合の設立にも尽力する。園田は養豚農家を回っては組合参加を薦め、1910年に枕崎養豚組合が設立される。園田は皆の推薦で初代組合長に就任し、1935年に死去するまで組合長の仕事を続けた他、村会議長、川辺郡会議員、枕崎衛生組合長なども務めている。
1957年には養豚家など4000人からの寄付金で、生家に銅像が建立されている。同年には実子・園田実治（そのだ さねはる）からの寄付金を基に枕崎市共進会における最優秀者に授与される「兵助杯」が設立された。